# Barbura, Hunedoara
Barbura este un sat în comuna Băița din județul Hunedoara, Transilvania, România.